# Jon John

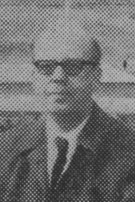
Jon Ivar John

Jon Ivar John, född 29 mars 1915 i Annedals församling, Göteborg, död 6 mars 2001 i Enskede, Farsta församling, Stockholm, var en svensk arkitekt.
John avlade studentexamen 1934 och utexaminerades från Chalmers tekniska högskola 1939. Han blev arkitekt hos Sven Steen i Göteborg samma år, kontrollant och byggnadsledare vid fortifikationen på Gotland 1940, arkitekt hos John Åkerlund i Stockholm 1941, arkitekt och avdelningschef vid Svenska Riksbyggen 1943 och arkitekt på HSB:s stadsplaneavdelning 1946. Han blev utredningsman och arkitekt i byggnadsdelegationen för storflygplatsen Arlanda 1947 samt arkitekt vid Luftfartsstyrelsen och chef för dess husbyggnadssektion 1950. Han bedrev konsulterande arkitektverksamhet tillsammans med arkitekterna Frederik Bjurström och Nils Inge Rosén från 1958. Han var ledamot av Kungliga Ingenjörsvetenskapsakademiens terminalanläggningskommitté.

## Verk i urval
- Riksbyggens Stockholmshus nr 7, 8, 9 och 10, 1943-1945.
- Flygstationsbyggnader i Visby, Kiruna, Luleå, Umeå, Sundsvall, Jönköping, Göteborg (Torslanda) och Östersund. Driftbyggnader, hangarer på dessa flygplatser 1955-1975.
- Programritningar för flygstation i Teheran, Iran 1955.
- Driftbyggnader på Arlanda flygplats 1959-1975.
- Utbyggnadsplan för Arlanda (Arlanda 70) 1969.
- Arlanda International, utrikesbyggnaden på Arlanda 1976.
- Swedish Pakistan Institute of technology i Kaptai (Bangladesh) 1966.
- Yrkesskola i Yekepa, Liberia 1967.
- Kirurgi- och ortopedbyggnad vid centrallasarettet i Växjö 1967.